# Операция «Коттедж»
Операция «Коттедж» (англ. Operation Cottage) — операция армии США по освобождению острова Кыска от японских войск в ходе Тихоокеанской кампании во время Второй мировой войны. Проходила с 15 по 24 августа 1943 года. Несмотря на то, что все японские войска покинули остров до начала операции, в ходе манёвров и высадки американские войска потеряли от дружественного огня десятки солдат убитыми и ранеными, кроме того 71 человек погиб при подрыве эсминца «Абнер Рид» на японской мине.

## Предыстория
Остров Кыска находился под японской оккупацией с лета 1942 года, когда японские морские пехотинцы высадились на остров и уничтожили метеостанцию американского ВМФ. Впоследствии на острове был размещён значительный гарнизон, составлявший по данным американской разведки порядка 10 тыс. человек. За время оккупации японцы потеряли на острове и вокруг него 2,5 тыс. человек погибшими.
Захват Кыски должен был поставить точку в Алеутской кампании, и американское командование, помня о кровавом сражении за Атту, запланировало к высадке значительные силы. В районе острова Адак было сосредоточено более 100 кораблей, силы десанта составляли 30 тыс. американских пехотинцев и 5,5 тыс. канадских. Кроме того, начиная с конца июля, Кыска подвергался авианалётам и обстрелам с моря, в общей сложности в течение июля 11-я воздушная армия сбросила на остров 424 тонны бомб, в то время как корабельная артиллерия выпустила 330 тонн снарядов.
13 августа была произведена тренировочная высадка на Адак. Операция была назначена на 15 августа.

## Операция

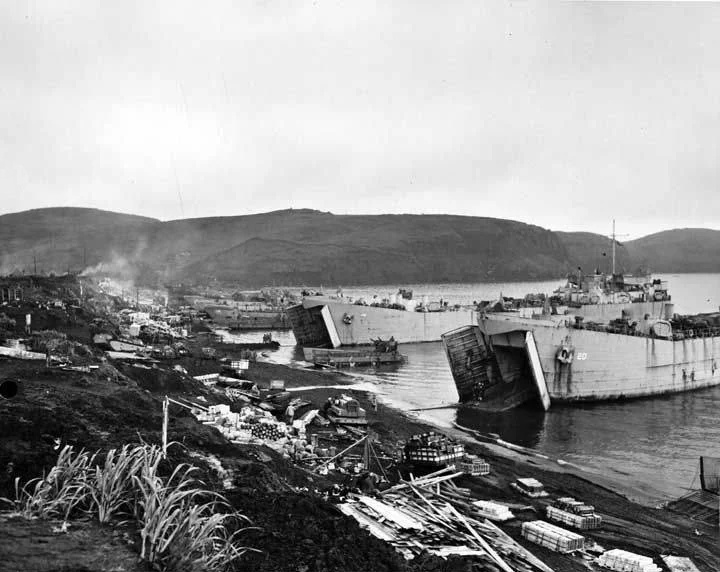
Американская армия десантируется на остров Кыска

Ранним утром 15 августа первая группа американских войск высадилась на западном берегу острова, 16 августа чуть севернее высадились канадцы. Высадке никто не мешал, впрочем, ветеранов битвы за Атту это не удивило. Американцы ожидали, что лишь продвинувшись вглубь острова столкнутся с оборонительными позициями японцев на господствующих высотах. Однако никакого сопротивления так и не было, единственными боевыми потерями десантников были потери от дружественного огня.
Оказалось, что японское командование, сознавая невозможность отстоять практически изолированный остров, решило эвакуировать гарнизон. 28 июля, за две недели до высадки американцев, весь гарнизон в количестве 5183 человек в течение часа погрузился на 2 крейсера и 6 эсминцев и под покровом тумана был эвакуирован на Парамушир.
24 августа командующий наземными силами генерал Чарльз Корлетт констатировал, что остров перешёл под контроль США.

## Потери
За время обследования острова (в том числе множества подземных тоннелей) союзники потеряли 32 человека убитыми (28 американцев и 4 канадца) и около 50 ранеными, в основном от дружественного огня; 130 солдат пострадали от траншейной стопы. Кроме того, при подрыве на японской мине эсминца «Абнер Рид» погиб 71 и были ранены 47 моряков. Это привело, в общей сложности, к  потерям в составе 313 человек.